# Гейне, Мориц
Мориц Гейне (нем. Moritz Heyne; 8 июня 1837, Вайсенфельс, Королевство Саксония — 1 марта 1906, Гёттинген) — немецкий учёный-лингвист, филолог-германист, лексикограф, медиевист, педагог. Профессор Базельского и Гёттингенского университетов. Доктор наук. Почётный гражданин города Базеля (с 1873).

## Биография
В 1860—1863 годах изучал немецкую и классическую филологию, историю в университете Галле. В 1863 году получил докторскую степень за критическое исследование по теме Беовульфа. С 1864 года работал в Галле преподавателем.
В 1869 году был приглашён на кафедру германистики в Базельский университет на место профессора Вильгельма Ваккернагеля. Тогда же стал руководителем Комиссии по средневековой коллекции, которая позже стала основой Исторического музея Базеля.
В 1883 году перешёл в Гёттингенский университет, где продолжил начатую совместно с Якобом Гриммом в 1867 году работу по созданию «Немецкого словаря»; вопреки названию, это был фактически сравнительно-исторический словарь всех германских языков. Отвечал за тома 4 ч.2, 6, 8, 9 и 10 ч.1.
В 1890—1895 годах М. Гейне опубликовал трехтомный словарь немецкого языка. Издал сочинения о Беовульфе, Вульфиле и поэму Гелинанда из Фруамона.
Он был основателем Муниципальной коллекции древностей в Гёттингене, сегодняшнем Муниципальном музее.

## Избранные труды
- Laut- und Flexionslehre der altgermanischen Dialekte (1862)
- Beovulf (1863)
- Heliand (1866)
- Altniederdeutsche Eigennamen aus dem IX—XI J. (Галле, 1868)
- Deutsches Wörterbuch (1890—1895)
- Ruodlieb (1897)